# B'omari
B'omari su humanoidna rasa u Delta Kvadrantu. Vlada im se naziva "the B'omar Sovereignty".
Izrazito nametljivi i zenofobični, B'omari su nevoljko dopustili Federacijskom brodu USS Voyager prolazak kroz njihov teritorij god. 2374, pod uvjetima da prate jako zakrivljeni put koji izbjegava sve planete i kolonije, ne prelaze warp 3 brzinu i prolaze kroz 17 kontrolnih točaka gdje će biti podložni inspekciji.
B'omari su burno reagirali kad je Sedma od Devet otela letjelicu i vozila kroz njihov prostor, prije završetka pregovora. Iako je Voyager uspio vratiti Sedmu, kao rezultat Sedmina ponašanja, morali su zaobići B'omarski teritorij.
B'omari su susjedi s Nassordincima, s kojima su provodili delikatne trgovinske pregovore. (Voyager: "Gavran")